# Tok (Name)
Tok (türk. für „satt, gesättigt“) ist ein türkischer männlicher Vorname und Familienname. Das Element tok ist in verschiedenen Bedeutungen außerdem ein Bestandteil zahlreicher weiterer türkischer Personennamen.

## Namensträger

### Familienname
- Aysel Yollu-Tok (* 1979), deutsche Wirtschaftswissenschaftlerin, Soziologin und Hochschullehrerin
- Barış Tok (* 1978), türkischer Motorradsportler
- Dan Ťok (* 1959), tschechischer Manager und Politiker
- Ekrem Tok (1892–1975), türkischer Mediziner und Staatssekretär
- Erol Tok (* 1951), türkischer Fußballtrainer
- Hüseyin Tok (Fußballspieler, 1953), türkischer Fußballspieler und -trainer
- Hüseyin Tok (Fußballspieler, 1988), türkischer Fußballspieler
- Tayfun Tok (* 1986), deutscher Politiker